# Jaida Ross
Jaida Ross (* 29. Oktober 2001 in Medford, Oregon) ist eine US-amerikanische Leichtathletin, die sich auf das Kugelstoßen spezialisiert hat.

## Sportliche Laufbahn
Jaida Ross wuchs in Oregon auf und absolvierte von 2020 bis 2024 an der University of Oregon. Erste internationale Erfahrungen sammelte sie im Jahr 2023, als sie bei den U23-NACAC-Meisterschaften in San José mit einer Weite von 18,35 m die Goldmedaille gewann. Im Jahr darauf wurde sie NCAA-Collegemeisterin im Kugelstoßen und qualifizierte sich für die Olympischen Sommerspiele in Paris und belegte dort mit 19,28 m im Finale den vierten Platz.